# Gare routière d'Hämeenlinna
La gare routière d'Hämeenlinna (finnois : Hämeenlinnan linja-autoasema) est une gare routière du quartier de Saaristenmäki à  Hämeenlinna en Finlande,.

## Présentation
La gare routière est située dans son propre îlot urbain sur le site de l'ancienne place Rantatori. 
Elle est bordée par les rues Palokunnankatu, Sibeliuksenkatu, Wetterhoffinkatu et Paasikiventie.
La gare dispose de cinq quais.
Les lignes sont réparties selon les cinq routes principales partant de la ville (Lahdentie, Turuntie, Helsingintie, Pälkäneentie et Tampereentie). 
De la gare routière, il y a des services de bus quotidiens vers toutes les parties de la Finlande, les plus fréquentes mènent vers le sud de la Finlande.
Le bâtiment de la gare est protégé sur décision de la Direction des musées de Finlande.

## Quais de départ de bus
En 2021, les bus partant de la gare routière sont:

### Transport longue distance et régional
| Quai | Direction    | Longue distance | Transports de la région d'Hämeenlinna (fi)  |
| ---- | ------------ | --------------- | ------------------------------------------- |
| 1    | Lahdentie    | vers Lahti      | 620, 621, 700, 702, 710, 800, 802, 900, 901 |
| 2    | Turuntie     | vers Turku      | 400, 401, 402, 900, 901                     |
| 3    | Helsingintie | vers Helsinki   | 200, 205, 210, 300, 301, 310, 330, 331      |
| 4    | Pälkäneentie | vers Pälkäne    | 602, 610, 640                               |
| 5    | Tampereentie | vers Tampere    | 500, 501, 510                               |

### Transport local
Les arrêts de la circulation locale sont situés à côté de la gare routière dans la rue Palokunnankatu. Il y a cinq arrêts, trois à l'est et deux à l'ouest.
| Arrêt | Direction | Lignes                                                                                          |
| ----- | --------- | ----------------------------------------------------------------------------------------------- |
| A     | Est       | - 4. Tarvasmäki - 5. Turenki - 10. Turenki - 11. Äikäälä                                        |
| B     | Est       | - 2. Aulanko - 14,16,17. Rautatieasema                                                          |
| C     | Est       | - 1. Kukostensyrjä - 3. Harvoilanmäki - 12. Siiri - 13. Laaniitty                               |
| D     | Ouest     | - 1,3,11. Keskussairaala-Loimalahti - 2. Visamäki - 4,12. Kettumäki                             |
| E     | Ouest     | - 5. Parolannummi - 10. Parola - 13. Miemala - 14. Vuorentaka-Tiiriö - 16. Moreeni - 17. Tiiriö |

## Projet Lohkot
La modification du plan d'urbanisme de la gare routière a été initiée lors de la revue de zonage 2017. La modification du plan d'urbanisme comprend le l'ilot urbain 14 du quartier Saaristenmäki, ses zones de circulation de la gare routière et ses rue. 
La zone du projet est située à la limite sud du centre-ville dans la zone bordée par les rues Palokunnankatu, Wetterhoffinkatu, Paasikiventie et Sibeliuksenkatu.
Le bloc est destiné à des logements, des locaux commerciaux et des bureaux et éventuellement un hôtel. Les fonctions de la gare routière restent dans l'ilot urbain.